# David Cay Johnston

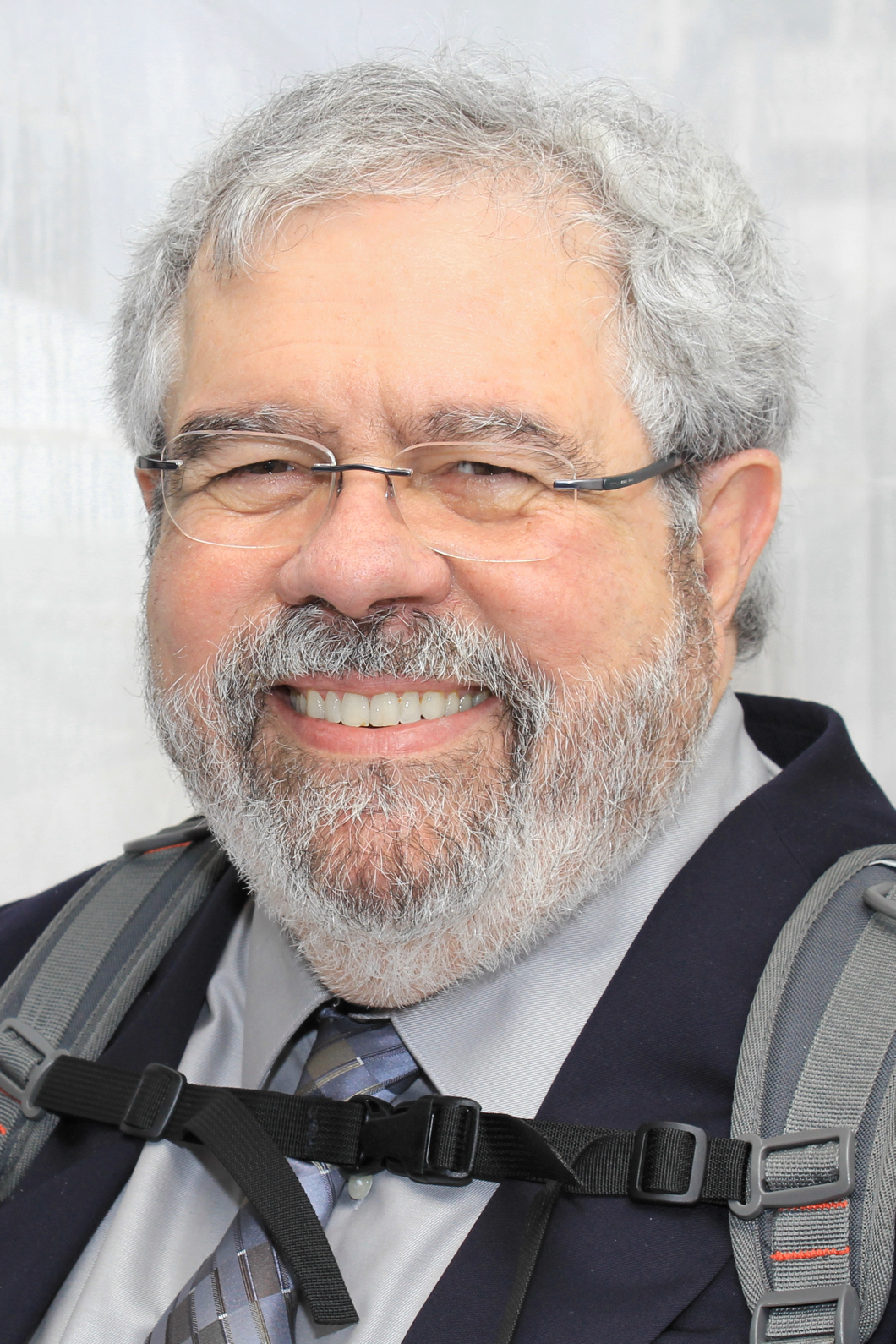
David Cay Johnston

David Cay Boyle Johnston (* 24. Dezember 1948 in San Francisco, Kalifornien) ist ein US-amerikanischer investigativer Journalist und Autor für Wirtschaftsthemen. Er war unter anderem für die Los Angeles Times und die New York Times tätig. Als Journalist enthüllte er unter anderem einen Spionageskandal beim Los Angeles Police Department. 2001 hat er für die Enthüllung von verdeckten Steuerschlupflöchern und Steuerungleichheiten in den USA den Pulitzer-Preis für Beat Reporting erhalten.

## Lebensstationen
Im Jahre 1968 begann Johnston seine Tätigkeit als Journalist bei den San Jose Mercury News.  1973 wechselte er als investigativer Reporter zur Detroit Free Press und von 1976 bis 1988 arbeitete er für die Los Angeles Times. Von 1988 bis 1995 war Johnston für The Philadelphia Inquirer tätig; im Februar 1995 wechselte er zur The New York Times. Seit April 2008 ist er unter anderem als freier Autor für verschiedene Zeitungen und Radioprogramme tätig.
Johnson wurde bereits früh Journalist und besuchte nebenberuflich mehrere höherklassige Kurse an verschiedenen Universitäten. Er wurde zu einem renommierten Steuerexperten.
Von 2009 bis 2014 war er ein 'Distinguished Visiting Lecturer', der 'tax, property, and regulatory law of the ancient world' am 'Syracuse University College of Law' und an der 'Whitman School of Management' lehrte.
Seit 2008 hat er eine Kolumne bei Tax Analysts, einer gemeinnützigen Organisation, die weltweit über Steuern und Steuerpolitik informiert.

## Berichte und Sachbücher
2000 und 2003 war Johnston wegen seiner Berichte Finalist für den Pulitzer-Preis. 2001 erhielt er für die Enthüllung von verdeckten Steuerschlupflöchern und Steuerungleichheiten den Pulitzer-Preis für Beat Reporting. Seine Enthüllungen sorgten für das Erliegen von mehreren Steuerhinterziehungsmethoden.
Weitere bekannte Reportagen von Johnston umfassen unter anderem die Enthüllung eines Spionageskandals beim Los Angeles Police Department und die Enthüllung, dass der Energiekonzern Enron keine Steuern zahlte. Außerdem enthüllte er den Missbrauch von Spendengeldern bei der Hilfsorganisation United Way of America und deckte eine Täterschaft in einem Mordfall in Los Angeles auf, wodurch ein zuvor zu Unrecht Angeklagter freigesprochen wurde.
Johnston kritisierte das ursprünglich in Höhe von 700 Milliarden US-Dollar geplante  Bail-out der Regierung für Finanzinstitute ('TARP') gegen die Finanzkrise. Er kritisierte 2008 auch die Berichterstattung vieler US-Medien über TARP.
Johnston hat mehrere Sachbücher geschrieben. In seinem ersten Buch „Temples of Chance: How America Inc. Bought Out Murder Inc. to Win Control of the Casino Business“ aus den 1980ern analysierte er, wie einige Unternehmen über Schrottanleihen finanziert die Kontrolle über die Kasino-Geschäfte erlangten und diskutiert die vorhandene Korruption im Kasino-Geschäft. Weitere Bücher behandelten unter anderem die Themengebiete Lobbyismus bei Behörden, Staatshilfen an Unternehmen und Steuerpolitik. 2004 erhielt er für Perfectly Legal (Ende 2003 veröffentlicht) den Investigative Reporters and Editors Award für das Buch des Jahres 2003.
Im August 2016 erschien ein Buch über den Präsidentschaftskandidaten Donald Trump.
Nach der Wahl Trumps zum US-Präsidenten sagte Johnston, Trump sei ein Schwindler und unqualifiziert, handele irrational, habe sein Leben mit Kriminellen verbracht und werde eine Verfassungskrise auslösen.
Ein Jahr nach dieser Wahl äußerte er, es sei „schlimmer gekommen als befürchtet“. „Trump hat sich als völlig unberechenbar erwiesen, weil er absolut keine politische Erfahrung hatte und noch immer nicht versteht, wie in den Vereinigten Staaten verfassungsgemäß regiert wird“. „Er meint, der Kongress und die Gerichte seien ihm unterstellt. Er umgibt sich mit Gefolgsleuten, die die Axt ans politische System der USA legen wollen.“

## Schriften (Auswahl)
- Temples of Chance. How America Inc. Bought Out Murder Inc. to Win Control of the Casino Business. Doubleday Publisher, New York 1992, ISBN 978-0-385-41920-8.
- Perfectly Legal. The Covert Campaign to Rig Our Tax System to Benefit the Super Rich—and Cheat Everybody Else. Portfolio, New York 2003, ISBN 1-59184-019-8.
- Free Lunch. How the Wealthiest Americans Enrich Themselves at Government Expense and Stick You With The Bill. Portfolio, New York 2007, ISBN 978-1-59184-191-3.
- The Fine Print. How Big Companies Use „Plain English“ to Rob You Blind. Portfolio/Penguin Group, New York 2012, ISBN 978-1-59184-358-0.
- Divided. The Perils of Our Growing Inequality. The New Press/Perseus Books Group, New York 2014, ISBN 978-1-59558-923-1.
- The Making of Donald Trump. Melville House Publishing, Brooklyn 2016, ISBN 978-1-61219-632-9.
  - dt. Übersetzung von Regina Berger, Robert Poth und Annemarie Pumpernig: Die Akte Trump. Ecowin Verlag, Salzburg 2016, ISBN 978-3-7110-0115-3.
- It's Even Worse Than You Think: What the Trump Administration Is Doing to America. Simon & Schuster 2018, ISBN 978-1-5011-7416-2.[10]
  - Trump im Amt. Übersetzung Regina Berger, Robert Poth, Annemarie Pumpernig. Ecowin, Elsbethen 2018
- How Donald Trump Fleeced America and Enriched Himself and His Family. Simon & Schuster, New York 2022, ISBN 978-1-9821-7803-1.